# سیارک ۱۱۰۱۵
سیارک ۱۱۰۱۵ (به انگلیسی: 11015 Romanenko، نامگذاری:1982SJ7) یازده هزار و پانزدهمین سیارک کشف شده‌است که در ۱۷ سپتامبر ۱۹۸۲ کشف شد.
قدر مطلق سیارک برابر ۲۵.۷ است.